# حفل تتويج

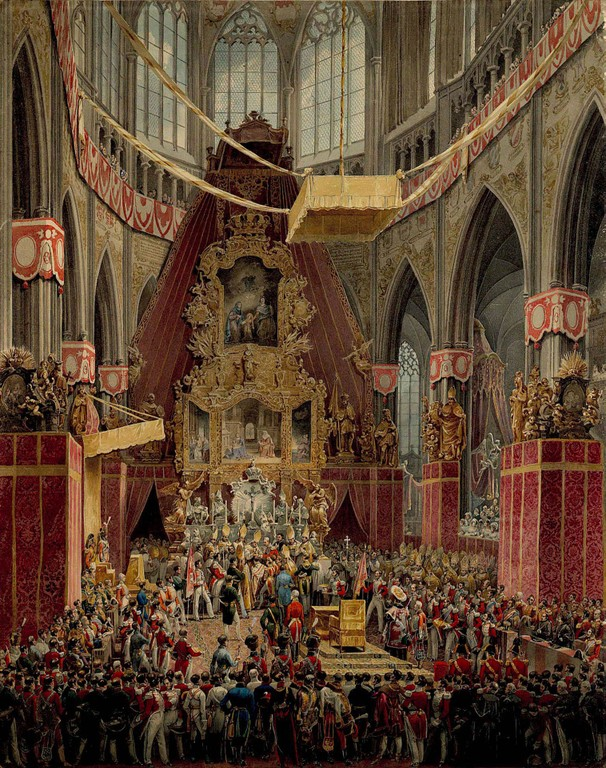
حفل تتويج فيردناند الأول إمبراطور النمسا كولي عهد على هنغاريا عام 1830.

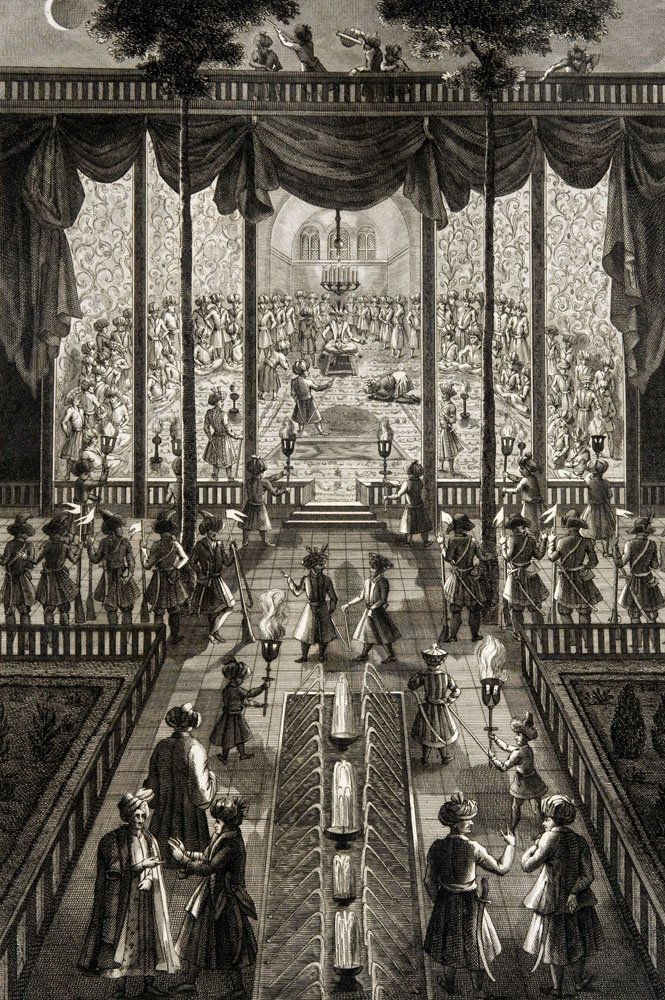
حفل تتويج سليمان الأول الصفوي 1666

حفل التتويج هو حفل يتسلّم فيه الملك أو الملكة التاج رمزًا للحكم في كثير من البلدان الملكية. ويكون الاحتفال عادة غنيًّا بالألوان و التقاليد. ويظهر في معظم حفلات التتويج الجانب الديني، إلى جانب الوجه السياسي. ورجال الدين النصراني الرسميون هم من يقومون غالبًا بإجراء مراسم وطقوس الاحتفال. وخلال المراسم يتسلم الحاكم الجديد أيضًا علامات رسمية أخرى للملكية.